# Anzacia petila
Anzacia petila är en spindelart som först beskrevs av Simon 1908.  Anzacia petila ingår i släktet Anzacia och familjen plattbuksspindlar.
Artens utbredningsområde är Western Australia. Inga underarter finns listade i Catalogue of Life.